# Ludvig Isak Lindqvist
Ludvig Isak Lindqvist, född 3 oktober 1827 i Nykarleby, död 2 februari 1894 i Helsingfors, var en finländsk arkitekt och ämbetsman. Han var far till Rafael Lindqvist.
Lindqvist, som var son till handlanden, rådmannen Isak Lindqvist och Johanna Sofia Kyntzell, var elev vid Jakobstads pedagogi 1838–1839, vid Hillska skolan i Stockholm 1839 och studerade vid Vasa gymnasium 1844–1847, där han tog studentexamen 1847 och inskrevs vid Helsingfors universitet samma år. Han blev elev vid Intendentkontoret 1849 samt företog studieresor till Danmark, Tyskland, Sverige och Schweiz 1867 och 1868. Han blev tillförordnad länskonduktör i Åbo län 1853, ordinarie 1855, tillförordnad länsarkitekt i Uleåborgs län samma år, ordinarie 1861, förvaltare vid Uleåborgs byggnadskontor 1865, förste arkitekt vid Överstyrelsen för allmänna byggnaderna 1868, överarkitekt 1875 och var överdirektör där 1882–1887. Han ritade bland annat Jyväskylä stadskyrka.